# Thomas Franzén
Jan Thomas Helge Franzén, född 19 januari 1945 i Katarina församling i Stockholm, är doktor i nationalekonomi och fd riksgäldsdirektör och förste vice riksbankschef. Han skriver och håller föredrag om ekonomisk politik och etik. Företagens och ägarnas rätt till anständighet.  Franzén är också verksam som konstnär.
Han blev filosofie doktor i nationalekonomi vid Stockholms universitet 1976. Han har varit styrelseordförande för Premiepensionsmyndigheten samt Arbetsförmedlingen. Under många år var han medlem i Stockholmsbörsens och sedermera OMX Nasdaqs styrelse. 
Han var vice riksbankschef från 1989 till 2005.  Han var ansvarig för ekonomisk analys, penning- och valutapolitik samt internationella relationer när Riksbanken beslutade om inflationsmålet januari 1993 efter det att kronan lämnats att flyta hösten 1992. Han var under flera år ordförande och medlem i Etikkollegiet. I nio år fram till 2004 var han chef för Riksgälden.
Franzén anser att den stora skillnaden mellan den rådande räntenivån och företagens avkastningskrav på eget kapital om 15 - 20 procent visar att kapitalmarknaden är dysfunktionell. Eftersom penningpolitiken inte beaktar detta har den kommit att snedvrida  resurs- och inkomstfördelningen på ett sätt som strider mot tankarna bakom oberoende centralbanker.   
Som konstnär arbetar han med måleri och skulptur. Han har haft flera utställningar, bl.a. på Galleri Sjöhästen Lidingö samt deltagit i Edsvikens höstsalong. Han har separat och tillsammans med sin hustru Kitten Franzén haft flera utställningar på Galleri Tersaeus Stockholm 2011. Samlingsutställning Sjöhästen 2009. Han är son till konstnären Helge Franzén.